# Diagrapta lignaria
Diagrapta lignaria là một loài bướm đêm trong họ Noctuidae.